# Фањана (Варезе)
Фањана је насеље у Италији у округу Варезе, региону Ломбардија.
Према процени из 2011. у насељу је живело 8 становника. Насеље се налази на надморској висини од 229 м.